# Shinji Hosokawa
Shinji Hosokawa (Ichinomiya, 2 januari 1960) is een voormalig Japans judoka. Hosokawa won in 1984 olympisch goud in het extra lichtgewicht. In 1985 won Hosokawa de wereldtitel in zijn gewichtsklasse. Tijdens de wereldkampioenschappen judo 1987 verloor Hosokawa de finale van de Koreaan Kim Jae-yup. Tijdens de Olympische Zomerspelen van 1988 moest Hosokawa genoegen nemen met de bronzen medaille.

## Resultaten
- Olympische Zomerspelen 1984 in Los Angeles  in het extra lichtgewicht
- Wereldkampioenschappen judo 1985 in Seoel  in het extra lichtgewicht
- Wereldkampioenschappen judo 1987 in Essen  in het extra lichtgewicht
- Olympische Zomerspelen 1988 in Seoel  in het extra lichtgewicht

1980: Thierry Rey ·
1984: Shinji Hosokawa ·
1988: Kim Jae-yup ·
1992: Nasim Gusseinov ·
1996: Tadahiro Nomura ·
2000: Tadahiro Nomura ·
2004: Tadahiro Nomura ·
2008: Choi Min-ho ·
2012: Arsen Galstjan ·
2016: Beslan Moedranov ·
2020: Naohisa Takato ·
2024: Yeldos Smetov